# Surrender (The Chemical Brothers)
| Recensione           | Giudizio |
| -------------------- | -------- |
| AllMusic             | [ 8 ]    |
| Entertainment Weekly | B+       |
| The Guardian         | [ 10 ]   |
| Los Angeles Times    | [ 11 ]   |
| Melody Maker         | [ 12 ]   |
| NME                  | 8/10     |
| Pitchfork            | 9.0/10   |
| Q                    | [ 15 ]   |
| Rolling Stone        | [ 16 ]   |
| Select               | 4/5      |

Surrender è il terzo album del gruppo musicale di musica elettronica britannico The Chemical Brothers, pubblicato il 21 giugno 1999 dall'etichetta discografica Virgin.
Il disco ha ottenuto un ottimo successo commerciale e, come il precedente, ha visto la collaborazione di Noel Gallagher degli Oasis, per il brano musicale Let Forever Be.

## Tracce
1. Music:Response – 5:20
2. Under the Influence – 4:16
3. Out of Control – 7:20 – (feat. Bernard Sumner)
4. Orange Wedge – 3:07
5. Let Forever Be – 3:56 – (feat. Noel Gallagher)
6. The Sunshine Underground – 8:38
7. Asleep from Day – 4:47 – (feat. Hope Sandoval)
8. Got Glint? – 4:51
9. Hey Boy Hey Girl – 4:30
10. Surrender – 4:30
11. Dream On – 6:46 – (feat. Jonathan Donahue)

Durata totale: 58:01

## Classifiche
| Classifica (1999) | Posizione massima |
| ----------------- | ----------------- |
| Australia         | 5                 |
| Austria           | 16                |
| Belgio (Fiandre)  | 6                 |
| Belgio (Vallonia) | 14                |
| Canada            | 8                 |
| Finlandia         | 10                |
| Francia           | 8                 |
| Germania          | 7                 |
| Italia            | 6                 |
| Norvegia          | 7                 |
| Nuova Zelanda     | 7                 |
| Paesi Bassi       | 14                |
| Regno Unito       | 1                 |
| Spagna            | 14                |
| Stati Uniti       | 32                |
| Svezia            | 2                 |
| Svizzera          | 17                |